# Bohdan Bogumił Dobrzański
Bohdan Bogumił Dobrzański (ur. 6 września 1901 w Ostrowcu, zm. wiosną 1940 w Charkowie) – rotmistrz kawalerii Wojska Polskiego, ofiara zbrodni katyńskiej.

## Życiorys
Bohdan Bogumił Dobrzański urodził się 6 września 1901 w Ostrowcu, w ówczesnym w powiecie opatowskim, w rodzinie Kazimierza i Apolonii z domu Pęczalskiej. Od 1916 działał w Polskiej Organizacji Wojskowej.
W listopadzie 1918 razem ze szwadronem radomskim wziął udział w walkach na froncie ukraińskim. Uczestniczył w obronie Lwowa. W końcu 1918 wstąpił do Wojska Polskiego. Służył w 11 pułku Ułanów Legionowych. W szeregach pułku walczył na wojnie z bolszewikami. Odznaczył się w walkach z 1 Armią Konną Budionnego. 21 września 1920 cofająca się 47 Dywizja bolszewicka została zaatakowana przez 1 Brygadę Jazdy, w skład której wchodził 11 pułk ułanów. Kapral Dobrzański odznaczył się w szarży pod Jampolem za co został odznaczony Virtuti Militari.
Ukończył Szkołę Jazdy. Na porucznika awansował ze starszeństwem z dniem 1 lipca 1923 w korpusie oficerów jazdy. W 1928 służył w 24 pułku ułanów, w 1932 w 6 pułku ułanów kaniowskich, a następnie w 2 pułku strzelców konnych, gdzie w 1939 został kwatermistrzem pułku.
W czasie kampanii wrześniowej 1939 – po agresji ZSRR na Polskę – w nieznanych okolicznościach dostał się do niewoli sowieckiej. Przebywał w obozie w Starobielsku. Wiosną 1940 został zamordowany przez funkcjonariuszy NKWD w Charkowie i pogrzebany potajemnie w bezimiennej mogile zbiorowej w Piatichatkach, gdzie od 17 czerwca 2000 mieści się oficjalnie Cmentarz Ofiar Totalitaryzmu w Charkowie. Figuruje na Liście Starobielskiej NKWD, pod poz. 1069.

## Ordery i odznaczenia
- Krzyż Srebrny Orderu Wojennego Virtuti Militari nr 5106[3]

## Upamiętnienie
5 października 2007 minister obrony narodowej Aleksander Szczygło mianował go pośmiertnie na stopień majora. Awans został ogłoszony 9 listopada 2007 w Warszawie, w trakcie uroczystości „Katyń Pamiętamy – Uczcijmy Pamięć Bohaterów”.